# Jean-Népomucène (prince de Liechtenstein)
 (mars 2019).
Si vous disposez d'ouvrages ou d'articles de référence ou si vous connaissez des sites web de qualité traitant du thème abordé ici, merci de compléter l'article en donnant les références utiles à sa vérifiabilité et en les liant à la section « Notes et références ».
Johann Nepomuck, francisé Jean-Népomucène-Charles, de Liechtenstein, né le 6 juillet 1724 et mort le 22 décembre 1748, est un prince de Liechtenstein.

## Biographie
Fils de Joseph Ier de Liechtenstein et de Marie-Anne d'Œttingen-Spielberg, il succéda à son père en 1732.
En 1744, il épouse sa cousine germaine Marie-Josèphe de Harrach-Rohrau (1727-1788).
De cette union naissent : 
- Marie-Anne de Liechtenstein (1745–1752).
- Marie-Antoinette de Liechtenstein (1749-1813), en 1768, elle épouse le prince Wenceslas Paar (1744-1812).